# Dietmar Schwarz
Dietmar Schwarz   (Berlín, 30 de juliol de 1947) és un remer alemany, ja retirat, que va competir sota bandera de la República Democràtica Alemanya durant la dècada de 1970.
El 1972 va prendre part en els Jocs Olímpics d'Estiu de Munic, on guanyà la medalla de bronze en la prova del vuit amb timoner del programa de rem.
En el seu palmarès també destaca una medalla de plata al Campionat d'Europa de rem de 1971 i un campionat nacional, el 1971.